# Водораздельный лагерь
Водораздельный лагерь — Водоразделлаг, (Особый лагерь № 12, Особлаг № 12,  с центром на станции Микунь Печорской железной дороги Коми АССР. Планировавшийся двенадцатый и последний особлаг, создание которого так и не было завершено.

## История
Водораздельный лагерь, последний из особых лагерей для политзаключённых, был организован 25 октября 1952 года, а закрыт 29 апреля 1953 года. Он был создан на базе лагерного пункта Главного управления лагерей железнодорожного строительства (ГУЛЖДС) на станции Микунь. В состав был принят также лагпункт Печорлага. При закрытии на его базе создано 9-е лаготделение Устьвымлага. 
Планируемая штатная численность лагеря — 35 000 заключённых, среди которых: 25 000 — «особого контингента» и 10 000 — «общего контингента». Водораздельный лагерь не был укомплектован. Максимальное число заключённых составляло 1142 заключённых «общего контингента».

## Выполняемые работы
Планировалась работа по следующим направлениям:
- лесозаготовки в лесных массивах Айкино — Кослан
- производство шпал
- строительство железнодорожной ветки Айкино — Кослан (от станции Микунь).

## Начальники
- Слюсаренко А. И., подполковник внутренней службы, зам. начальника с 25.10.1952, и. о. начальника с 01.04.53 по 14.05.1953, когда переведён начальником Северо-Уральского ИТЛ[1].